# Эрменехильдо-Галеана
Эрменехильдо-Галеана (исп. Hermenegildo Galeana) — посёлок в Мексике, штат Чиуауа, входит в состав муниципалитета Галеана и является его административным центром. Численность населения, по данным переписи 2010 года, составила 926 человек.

## История
Поселение было основано в 1767 году как оборонительный острог. В 1778 году военные ушли, а оставшийся посёлок получил название Сан-Хуан-Непомусено. В 1829 году Конгресс штата переименовал посёлок в Эрменехильдо-Галеана в честь участника в борьбе за независимость Мексики — Эрменехильдо Галеана.